# Uragano ai tropici
Uragano ai tropici («Huracán en los trópicos» in italiano) es una película de aventuras italiana de 1939 dirigida por Pier Luigi Faraldo y Gino Talamo y protagonizada por Fosco Giachetti, Rubi Dalma y Osvaldo Valenti. La película está basada en una novela de Anton Giulio Majano. La película se rodó en los estudios Fert de Turín, con decorados diseñados por Ottavio Scotti.

## Argumento
En un fuerte español en Marruecos, el joven capitán Moraes recibe la orden de sabotear la huida en avión de un piloto considerado espía, a punto de llegar a la zona. Al llegar al fuerte la aeronave, el comandante reconoce al aviador como el teniente Reguero, su amigo de la infancia, pero se ve obligado a cumplir con su deber. Sólo después de que su amigo se ha ido con una bomba de tiempo a bordo llega un mensaje: fue un terrible error. Moraes no puede encontrar la paz mientras un devastador huracán se desata, sin embargo, dicha inclemencia le provee una oportunidad.

## Reparto
- Fosco Giachetti como Capitán Moraes.
- Rubi Dalma como Manoela Moraes.
- Osvaldo Valenti como Teniente Reguero.
- Mino Doro como Nichols.
- Vinicio Sofia como operador de radio.
- Danilo Calamai
- Aristide Garbini
- Antimo Reyner